# Zіnaіda Kupryjanovіtj
Zіnaіda Kupryjanovіtj (artistnamn ZENA), född 17 september 2002 i Minsk, är en belarusisk sångerska, programledare och skådespelerska. Hon representerade Belarus i Eurovision Song Contest 2019 i Tel Aviv, Israel. Hon var dessutom en av programledarna under Junior Eurovision Song Contest 2018. 
Hon har tidigare ställt upp i den nationella finalen för att få representera Belarus i Junior Eurovision Song Contest. Hon tävlade 2015 och 2016 men vann inte.